# American Red Cross National Headquarters
L'American Red Cross National Headquarters est un bâtiment administratif situé dans le centre-ville de Washington, aux États-Unis. Siège de la Croix-Rouge américaine, il est classé National Historic Landmark depuis le 23 juin 1965 et est inscrit au Registre national des lieux historiques depuis le 15 octobre 1966.